# 1932

## Събития
- 20 май – Енгелберт Долфус става канцлер на Австрия.
- 7 септември – Съставено е четиридесет и деветото правителство на България, начело с Никола Мушанов.
- 31 декември – Съставено е петдесето правителство на България, начело с Никола Мушанов.
- Начало на Голодомор – масов глад в Украйна.

## Родени
- Христо Вълчанов, български футболист († 2007 г.)
- Теоклит Пасалис, гръцки духовник
- 1 януари
  - Димитри Иванов, български журналист и преводач
  - Иван Кирков, български художник († 2010 г.)
- 4 януари – Карлос Саура, испански режисьор († 2023 г.)
- 5 януари
  - Умберто Еко, италиански писател и философ († 2016 г.)
  - Раиса Горбачова, съветска общественичка († 1999 г.)
- 14 януари – Йован Котески, поет от Република Македония († 2001 г.)
- 18 януари – Робърт Антон Уилсън, американски автор на книги († 2007 г.)
- 20 януари – Хачо Бояджиев, български режисьор († 2012 г.)
- 30 януари – Димитър Димитров, български учен и политик († 2002 г.)
- 5 февруари – Чезаре Малдини, италиански футболист и треньор († 2016 г.)
- 6 февруари – Франсоа Трюфо, френски режисьор († 1984 г.)
- 8 февруари – Благовест Сендов, български математик и политик († 2020 г.)
- 12 февруари – Иван Абаджиев, треньор по вдигане на тежести († 2017 г.)
- 13 февруари – Марко Ганчев, български писател
- 14 февруари
  - Александер Клуге, немски писател
  - Хариет Андершон, шведска актриса
- 18 февруари – Милош Форман, чешки и американски сценарист и режисьор († 2018 г.)
- 20 февруари – Николай Колев – Мичмана, български спортен коментатор († 2004 г.)
- 22 февруари – Едуард Кенеди, американски сенатор († 2009 г.)
- 23 февруари – Мейджъл Барет, американска актриса († 2008 г.)
- 27 февруари – Елизабет Тейлър, британско-американска актриса († 2011 г.)
- 29 февруари – Джоко Росич, български актьор († 2014 г.)
- 4 март – Ришард Капушчински, полски журналист († 2007 г.)
- 13 март – Людмила Добринова, български музикален деятел († 2008 г.)
- 16 март – Методи Андонов, български театрален и филмов режисьор († 1974 г.)
- 18 март – Джон Ъпдайк, американски писател († 2009 г.)
- 19 март – Иван Вукадинов, български художник († 2024 г.)
- 22 март – Лари Еванс, американски шахматист († 2010 г.)
- 27 март – Слав Караславов, български писател († 2002 г.)
- 31 март – Джон Джейкс, американски писател († 2023 г.)
- 4 април – Андрей Тарковски, руски кинорежисьор и сценарист († 1986 г.)
- 6 април – Гюнтер Хербургер, немски писател († 2018 г.)
- 7 април – Никола Маринов, български военен деец († 1987 г.)
- 8 април – Никола Странджански, български преводач († 2009 г.)
- 10 април – Омар Шариф, египетски актьор († 2015 г.)
- 20 април – Тончо Русев, български композитор, музикант и диригент († 2018 г.)
- 17 април – Ролф Шнайдер, немски писател
- 22 април
  - Никола Анастасов, български актьор и писател († 2016 г.)
  - Добра Савова, българска народна певица († 2024 г.)
- 23 април – Ален Безансон, френски политолог, социолог и историк
- 26 април – Франсис Ле, френски композитор и акордеонист († 2018 г.)
- 27 април – Анук Еме, френска киноактриса († 2024 г.)
- 28 април – Веселин Бранев, български сценарист и режисьор († 2014 г.)
- 9 май – Петер фон Трамин, австрийски писател († 1981 г.)
- 21 май – Габриеле Воман, немска писателка († 2015 г.)
- 23 май – Емилия Радева, българска актриса († 2023 г.)
- 24 май
  - Кирил Ракаров, български футболист († 2006 г.)
  - Кирил Серафимов, български физик († 1993 г.)
- 25 май – Елка Константинова, български учен и политик († 2023 г.)
- 26 май – Григор Вачков, български актьор († 1980 г.)
- 12 юни – Иван Дервентски, български футболист († 2018 г.)
- 15 юни – Гинка Станчева, българска театрална и кино актриса († 2023 г.)
- 17 юни – Андрей Германов, български поет († 1981 г.)
- 3 юли – Стефан Гецов, български актьор († 1996 г.)
- 9 юли – Доналд Ръмсфелд, 21-ви министър на отбраната на САЩ († 2021 г.)
- 10 юли – Юрген Бекер, немски писател
- 17 юли – Войчех Килар, полски пианист, диригент и композитор († 2013 г.)
- 29 юли – Арсений Пловдивски, български духовник († 2006 г.)
- 30 юли – Георги Мандичев, български инженер († 2007 г.)
- 2 август – Питър О'Тул, ирландски актьор († 2013 г.)
- 7 август
  - Абебе Бикила, етиопски лекоатлет († 1973 г.)
  - Христо Друмев, български общественик († 2023 г.)
- 8 август – Зито, бразилски футболист († 2015 г.)
- 12 август – Йордан Йосифов, български футболист († 2014 г.)
- 17 август – Видиядхар Сураджпрасад Найпол, британски писател, лауреат на Нобелова награда за литература през 2001 г. († 2018 г.)
- 18 август – Люк Монтание, френски вирусолог († 2022 г.)
- 19 август – Йорданка Бончева, българска волейболистка († 2011 г.)
- 20 август – Василий Аксьонов, руски писател († 2009 г.)
- 24 август – Кирил Бъчваров, български писател († 2009 г.)
- 29 август – Лиляна Минкова, български научен работник, критик и преводач († 2016 г.)
- 1 септември – Христо Недялков, български хоров диригент и композитор († 2013 г.)
- 7 септември – Малкълм Бредбъри, английски писател († 2000 г.)
- 10 септември – Феликс Малум Нгакуту, президент на Чад († 2009 г.)
- 14 септември – Кирил Семов, български поп-певец († 1972 г.)
- 22 септември – Алгирдас Бразаускас, литовски политик († 2010 г.)
- 25 септември – Глен Гулд, канадски пианист († 1982 г.)
- 26 септември – Манмохан Сингх, индийски политик
- 30 септември – Златозара Гочева, български археолог и историк († 2013 г.)
- 7 октомври – Румен Скорчев, български художник († 2015 г.)
- 8 октомври – Абел Аганбегян, руски политик и икономист
- 10 октомври – Димитър Инкьов, български писател и хуморист († 2006 г.)
- 24 октомври – Робърт Мъндел, канадски икономист, лауреат на Нобелова награда за икономика през 1999 г. († 2021 г.)
- 27 октомври – Силвия Плат, американска писателка († 1963 г.)
- 30 октомври – Луи Мал, френски кинорежисьор († 1995 г.)
- 2 ноември – Стоян Ристески, писател и историк от Република Македония
- 5 ноември – Белчо Белчев, български финансист и политик († 2008 г.)
- 9 ноември – Енчо Пиронков, български художник († 2025 г.)
- 10 ноември – Рой Шайдър, американски актьор († 2008 г.)
- 22 ноември – Робърт Вон, американски актьор († 2016 г.)
- 25 ноември – Георги Струмски, български писател († 2013 г.)
- 28 ноември – Бен Бова, американски писател († 2020 г.)
- 29 ноември – Жак Ширак, френски политик († 2019 г.)
- 6 декември – Херберт Бергер, австрийски писател († 1999 г.)
- 7 декември – Елън Бърстин, американска актриса
- 17 декември – Конрад Байер, австрийски писател († 1964 г.)
- 28 декември
  - Мануел Пуиг, аржентински писател († 1990 г.)
  - Илия Кирчев, български футболист († 1997 г.)

## Починали
- Димитър Ценов, български предприемач
- Иван Стефанов Гешов, български политик
- 1 януари – Добри Петков, български политик
- 7 януари – Андре Мажино, френски политик и военачалник
- 26 януари – Димитър Мишев, български публицист и политик (р. 1856 г.)
- 30 януари – Димитър Каданов, военен деец
- 8 февруари – Йордан Миланов, български архитект (р. 1867 г.)
- 10 февруари – Едгар Уолъс, писател (р. 1875 г.)
- 16 февруари – Фердинан Бюисон, френски политик
- 3 март – Ойген д'Албер, шотландско-германски композитор и пианист (р. 1864 г.)
- 7 март
  - Аристид Бриан, Френски политик
  - Цветан Крачунов (р 1866 г.), български търговец и лихвар, политик, кмет на Ески Джумая / Търговище (1924 – 1925)[1]
- 22 март – Борис Шатц, литовски скулптор
- 4 април – Вилхелм Оствалд, германски химик, лауреат на Нобелова награда за литература през 1909 г. (р. 1853 г.)
- 26 април – Никодим Тивериополски, български духовник
- 1 май – Георги Иванов, български военен деец
- 3 май – Антон Вилдганс, австрийски писател (р. 1881 г.)
- 8 май – Петър Гудев, български политик (р. 1862 г.)
- 4 юни – Христо Стамболски, български общественик, лекар анатом
- 5 юли – Рене-Луи Бер, френски математик
- 8 юли – Александър Грин, руски писател (р. 1880 г.)
- 15 юли – Илия Димитриев, български военен деец
- 11 август – Максимилиан Волошин, руски поет (р. 1877 г.)
- 7 септември – Аргир Манасиев, български революционер (р. 1873 г.)
- 9 септември – Стоян Заимов, български революционер и възрожденец (р. 1853 г.)
- 12 септември – Ованес Адамян, арменски изобретател
- 16 септември – Александър Танев, български военен деец
- 23 октомври – Константин Антонов, български революционер
- 23 ноември – Янко Драганов, Български офицер

## Нобелови награди
- Физика – Вернер Карл Хайзенберг
- Химия – Ървинг Лангмюир
- Физиология или медицина – Чарлз Шерингтън, Едгар Ейдриън
- Литература – Джон Голсуърти
- Мир – наградата не се присъжда

Вижте също:
- календара за тази година